# Peter Stormare
Peter Stormare (Kumla,  27. kolovoza 1953.) je švedski  kazališni, filmski i televizijski glumac. Od 1980-ih je radio u SAD-u, gdje je postao poznat zahvaljujući nizu epizodnih i karakternih uloga, u kojima je obično tumačio negativce i nasilnike. 
Glumačku karijeru započinje u Kraljevskom kazalištu u Stockholmu, gdje je proveo 11 godina. 1990. preuzima vodeću poziciju u Tokyo Globe Theatru gdje je tumačio različite uloge iz Shakespearovih djela kao npr. Hamleta. Tri godine kasnije seli za New York i nastupa uglavnom u filmovima engleske-govorne produkcije.
Značajne sporedne uloge ostvario je u Blockbusterima poput Jurski park, Armageddon i Minority Report u kojima njegov lik postaje poznat širokom gledateljstvu, pogotovo poslije uloge u flimu Fargo. Poznat je i po ulozi nihiliste u filmu Veliki Lebowski, kao i ulozi ljubomornog supruga Lene Olin u filmu Čokolada.
2005. glumi u sporednoj ali vrlo zapaženoj ulozi Sotone u trileru Constantine. Iste godine posuđuje svoj glas Technician Straussu u igri Quake 4. U filmu  Hitler: The Rise of Evil  glumi ozloglašenog šefa SA Ernsta Röhma.  
Poznat je i po ulozi mafijaškog bosa Johna Abruzzija u TV-seriji Zakon braće.
Sudjelovao je i u glazbenom videu Power-metal-banda Sabaton.
Stromare danas živi i radi u SAD-u kao i u Švedskoj. Razveo se od svoje prve žene, glumice Karen Sillas, s kojom ima kćer Kelly.

## Vanjske poveznice
- Peter Stormare u internetskoj bazi filmova IMDb-u (engl.)